# 博報堂DYデジタル
株式会社博報堂DYデジタル（はくほうどうディーワイデジタル、英文社名 Hakuhodo DY digital Inc.）は、東京都港区に本社をおいていたデジタルエージェンシー。
博報堂DYホールディングスのデジタル中核会社だった。
2019年4月、デジタル・アドバタイジング・コンソーシアムと統合。

## 概要
1999年6月、株式会社インディビジオを設立。
2002年12月、親会社である博報堂とほか3社による持株会社設立にともない、2005年7月、株式会社博報堂DYインターソリューションズと社名変更し、デジタルマーケティングソリューションを提供する。
2016年4月1日、デジタルメディアビジネスを推進する博報堂DYメディアパートナーズのｉ-メディア局等の組織と、戦略的に統合し、株式会社博報堂DYデジタルと社名変更した。
生活者発想に基づき、インタラクティブ領域とリアルのマスメディア領域を使った手法によってメディアミックスの提案を行っている。
博報堂DYグループの中で、デジタル全領域をワンストップで高品質に提供する「デジタルリーディングカンパニー」を目指している。
2019年4月、デジタル・アドバタイジング・コンソーシアムと統合。

## 他社の動き
2016年7月1日、株式会社電通はデジタルマーケティングの関連会社を統合し、電通デジタルを設立した。
また、現在アクセンチュアなどの外資系コンサルティングファーム数社もデジタルマーケティング業界に参入している。

## 関連情報
- クエリダPMP
- TVCross Simulator
- モバキット
- バズログ